# Habiba Sarobi
Habiba Sarobi, née en 1956 à Mazâr-e Charîf (Afghanistan), est une femme politique afghane.

## Biographie
Elle a passé sa jeunesse à voyager à travers le pays avec son père. Elle a ensuite déménagé à Kaboul afin d'aller au lycée et étudier la médecine à l'université. Après avoir obtenu son diplôme en 1987, elle a obtenu une bourse de l'Organisation mondiale de la santé et s'est installée en Inde pour terminer ses études en hématologie[réf. nécessaire]
Pendant le règne des talibans en Afghanistan, le Dr Sarabi et ses enfants ont fui à Peshawar, au Pakistan, mais sont revenus fréquemment en secret. Son mari est resté à Kaboul pour s'occuper de sa famille. Elle a également travaillé dans la clandestinité en tant qu'enseignante pour les filles, à la fois secrètement en Afghanistan et dans les camps de réfugiés afghans au Pakistan. En 1998, elle a rejoint l'Institut afghan d'apprentissage et est finalement devenue la directrice générale de toute l'organisation. Elle a également été la vice-présidente de l'aide humanitaire pour les femmes et les enfants d'Afghanistan[réf. nécessaire].
En tant que gouverneur de la province de Bamiyan, Habiba Sarobi a annoncé[Quand ?] qu'une de ses priorités sera le tourisme comme source de revenus. La province a été historiquement une source de culture bouddhiste et a été le lieu des Bouddhas de Bamiyan, les deux anciennes statues détruites par les talibans avant l'invasion américaine en Afghanistan. Cependant, Bamiyan reste l'une des provinces les plus pauvres et les plus sous-développées d'Afghanistan, avec une litanie de problèmes, notamment des taux élevés d'analphabétisme et de pauvreté[réf. nécessaire].
En 2008, le magazine Time l'a incluse dans sa liste des héros de l'environnement, en partie pour son travail dans la création du parc national afghan Band-e Amir à Bamiyan. En 2013, elle a remporté le prix Ramon-Magsaysay.
Elle a également reçu le prix N-Peace en 2016 pour son travail en faveur de la paix en Afghanistan et l'accent mis sur l'égalité des sexes et l'autonomisation des femmes.
Habiba Sarabi a été membre de l'équipe de négociation de paix de la République islamique d'Afghanistan.
Le 8 mars 2018, Journée internationale des femmes, elle a fait une déclaration au Conseil de sécurité des Nations unies, lors du débat public sur la mission des Nations unies en Afghanistan.